# Cristian Techera
Cristian Techera, vollständiger Name Cristian Rafael Techera Cribelli, (* 31. Mai 1992 in Quebracho) ist ein uruguayischer Fußballspieler.

## Karriere
Der 1,57 Meter große Offensivakteur Techera spielte in der Jugend für Peñarol Montevideo. Spätestens seit der Spielzeit 2009/10 stand er in Reihen des uruguayischen Erstligisten River Plate Montevideo. In jener Saison debütierte er als Einwechselspieler am 11. April 2010 in der Partie gegen den Cerro Largo FC und absolvierte bis Saisonende zwei Spiele (kein Tor) in der Primera División. In der Saison 2010/11 wird er dort nicht im Kader geführt. Für die Montevideaner lief er in den Spielzeiten 2011/12, 2012/13 und 2013/14 in vier (kein Tor), 23 (fünf Tore) und 25 (vier Tore) Erstligapartien auf. In der Copa Sudamericana 2013 kam er zudem viermal (ein Tor) zum Zug. In der Saison 2014/15 wurde er 20-mal (neun Tore) in der Primera División und viermal (ein Tor) in der Copa Sudamericana 2014 eingesetzt.
Während der noch laufenden Clausura 2014 wechselte er im April 2015 auf Leihbasis zunächst für eine Saison nach Kanada zu den Vancouver Whitecaps. Dort lief er bislang (Stand: 24. Juli 2017) 71-mal (14 Tore) in der MLS, viermal (kein Tor) im Canadian Championship 2015 und sechsmal (fünf Tore) im CONCACAF Champions Cup auf. 2015 gewann er mit dem Team die Canadian Championship.
Am 6. Januar 2016 vermeldete der kanadische Klub die feste Verpflichtung Techeras und den Abschluss eines mehrjährigen Vertrages.

## Erfolge
- Canadian Championship: 2015